# Anodonthyla
Anodonthyla is een geslacht van kikkers uit de familie smalbekkikkers (Microhylidae). De groep werd voor het eerst wetenschappelijk beschreven door Johannes Peter Müller in 1892. Later werd abusievelijk de wetenschappelijke naam Anodontohyla  gebruikt.
Er zijn elf soorten inclusief vier pas in 2010 beschreven soorten zoals Anodonthyla emilei. In de literatuur wordt daarom vaak een lager soortenaantal gemeld. Alle soorten zijn endemisch op Madagaskar.

## Soorten
Geslacht Anodonthyla
- Soort Anodonthyla boulengerii
- Soort Anodonthyla emilei
- Soort Anodonthyla hutchisoni
- Soort Anodonthyla jeanbai
- Soort Anodonthyla montana
- Soort Anodonthyla moramora
- Soort Anodonthyla nigrigularis
- Soort Anodonthyla pollicaris
- Soort Anodonthyla rouxae
- Soort Anodonthyla theoi
- Soort Anodonthyla vallani

Anilany · 
Anodonthyla · 
Cophyla · 
Madecassophryne · 
Plethodontohyla · 
Rhombophryne · 
Stumpffia